# Per Letònia i Ventspils
Per Letònia i Ventspils (en letó:Latvijai un Ventspilij) és un partit polític a Letònia d'ideologia regionalista, conegut sobretot pel seu president Aivars Lembergs que ha estat alcalde de Ventspils des de 1988. El 2006 el partit va signar un acord amb la Unió de Verds i Agricultors, permetent així que els membres de Per Letònia i Ventspils poguessin ser escollits al Saeima, entre ells l'ex president del Parlament Gundars Daudze. Des d'aleshores Lembergs ha estat nominat com a candidat al càrrec de primer ministre de Letònia moltes vegades.

## Resultats electorals

### Eleccions legislatives
| Any  | Líder           | Resultats            | Resultats            | Resultats            | Resultats | Resultats | Pos. | Govern             |
| Any  | Líder           | Vots                 | %                    | ±                    | Escons    | +/–       | Pos. | Govern             |
| ---- | --------------- | -------------------- | -------------------- | -------------------- | --------- | --------- | ---- | ------------------ |
| 2006 | Aivars Lembergs | Dins la coalició ZZS | Dins la coalició ZZS | Dins la coalició ZZS | 2 / 100   | Nou       | 2n   | Coalició           |
| 2010 | Aivars Lembergs | Dins la coalició ZZS | Dins la coalició ZZS | Dins la coalició ZZS | 3 / 100   | 1         | 3rd  | Coalició           |
| 2011 | Aivars Lembergs | Dins la coalició ZZS | Dins la coalició ZZS | Dins la coalició ZZS | 2 / 100   | 1         | 5è   | Oposició           |
| 2014 | Aivars Lembergs | Dins la coalició ZZS | Dins la coalició ZZS | Dins la coalició ZZS | 3 / 100   | 1         | 3r   | Coalició           |
| 2018 | Aivars Lembergs | Dins la coalició ZZS | Dins la coalició ZZS | Dins la coalició ZZS | 2 / 100   | 1         | 6è   | Oposició           |
| 2022 | Aivars Lembergs | Dins la coalició ZZS | Dins la coalició ZZS | Dins la coalició ZZS | 2 / 100   | =         | 2n   | Oposició (2022-23) |
| 2022 | Aivars Lembergs | Dins la coalició ZZS | Dins la coalició ZZS | Dins la coalició ZZS | 2 / 100   | =         | 2n   | Coalició (2023-)   |

### Eleccions locals (Ventspils)
| Any  | Líder           | Resultats  | Resultats | Resultats | Resultats | Resultats  | Pos. | Govern   |
| Any  | Líder           | Vots       | %         | ±         | Escons    | +/–        | Pos. | Govern   |
| ---- | --------------- | ---------- | --------- | --------- | --------- | ---------- | ---- | -------- |
| 1994 | Aivars Lembergs | Desconegut | 100       | Nou       | 11 / 11   | Nou        | 1r   | Majoria  |
| 1997 | Aivars Lembergs | Desconegut | 100       | =         | 11 / 11   | =          | 1r   | Majoria  |
| 2001 | Aivars Lembergs | 11,891     | 86,07     | 13,93     | 10 / 11   | 1          | 1r   | Majoria  |
| 2005 | Aivars Lembergs | 8,426      | 73,61     | 12,46     | 10 / 13   | Disminució | 1r   | Majoria  |
| 2009 | Aivars Lembergs | 7,685      | 59,96     | 13,65     | 8 / 13    | 2          | 1r   | Majoria  |
| 2013 | Aivars Lembergs | 7,214      | 69,44     | 4,17      | 9 / 13    | 1          | 1r   | Majoria  |
| 2017 | Aivars Lembergs | 7,167      | 62,13     | 7,31      | 9 / 13    | =          | 1r   | Majoria  |
| 2021 | Aivars Lembergs | 4,562      | 54,32     | 7,81      | 7 / 13    | 2          | 1r   | Coalició |

### Parlament Europeu
| Any  | Líder                | Vots                 | %                    | Escons | +/– | Grup |
| ---- | -------------------- | -------------------- | -------------------- | ------ | --- | ---- |
| 2004 | Baiba Rivža          | Dins la coalició ZZS | Dins la coalició ZZS | 0 / 9  | Nou | –    |
| 2009 | Baiba Rivža          | Dins la coalició ZZS | Dins la coalició ZZS | 0 / 8  | =   | –    |
| 2014 | Andris Bērziņš       | Dins la coalició ZZS | Dins la coalició ZZS | 0 / 8  | =   | –    |
| 2019 | Dana Reizniece-Ozola | Dins la coalició ZZS | Dins la coalició ZZS | 0 / 8  | =   | –    |
| 2024 | Harijs Rokpelnis     | Dins la coalició ZZS | Dins la coalició ZZS | 0 / 9  | =   | –    |